# ساعت گل

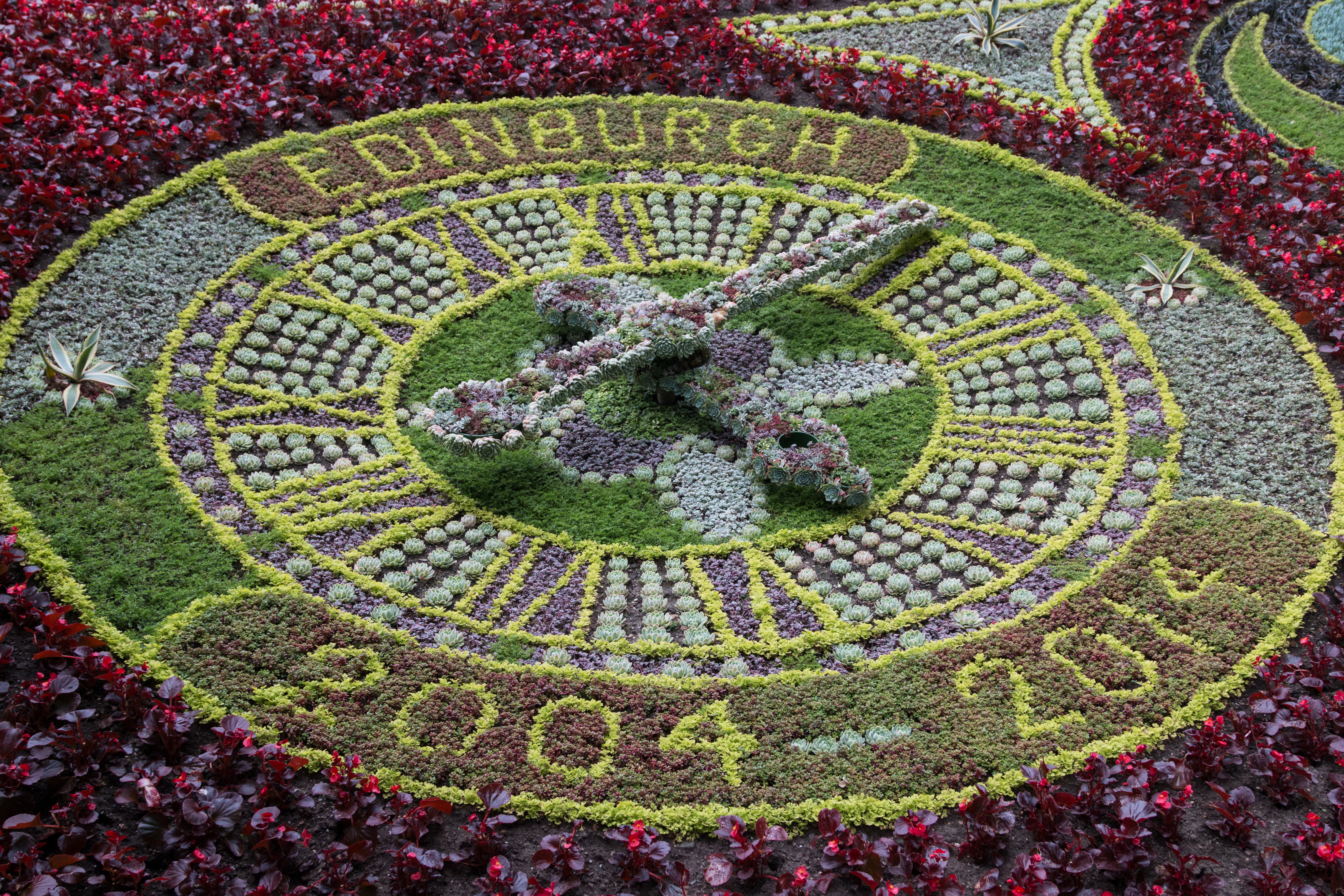
ساعت گل ادینبورگ

ساعت گل (ساعت گلدار یا ساعت گلی)، یک ساعت تزئینی بزرگ با صفحه عقربه دار است که با استفاده از بستری از چمن و گل در پارک یا منطقه تفریحی عمومی ساخته می‌شود. بیشتر مکانیسم موجود در زمین در زیر بستر گل قرار دارد و عقربه‌ها و شماره‌ها و تزئینات اطراف آنها، صفحه ساعت را می‌پوشانند.
اولین ساعت گلدار ایده جان مک هتی، سرپرست پارکها در ادینبورگ، اسکاتلند و جیمز ریچی ساعت ساز بود. این ساعت نخستین بار در بهار سال ۱۹۰۳ در باغهای خیابان خیابان پرنسس کاشته شد. در آن سال فقط عقربه ساعت داشت ولی بعدها عقربه دقیقه هم به آن افزوده شد و فاخته ای که هر ساعت از آن بیرون می‌آمد در سال ۱۹۰۵ اضافه شد. این ساعت به زودی در سراسر انگلستان و بعداً در سراسر جهان تقلید شد.

## تصاویر

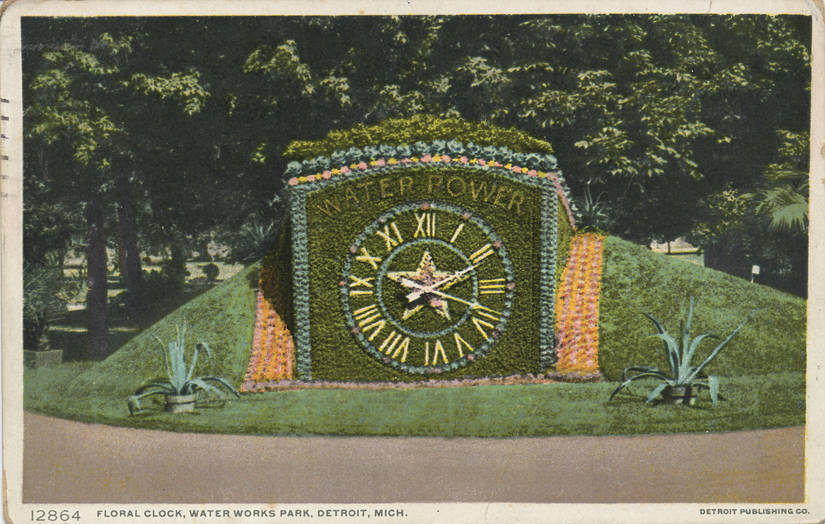
ساعت گل در پارک کار با آب در دیترویت ، حدود سال ۱۹۰۰
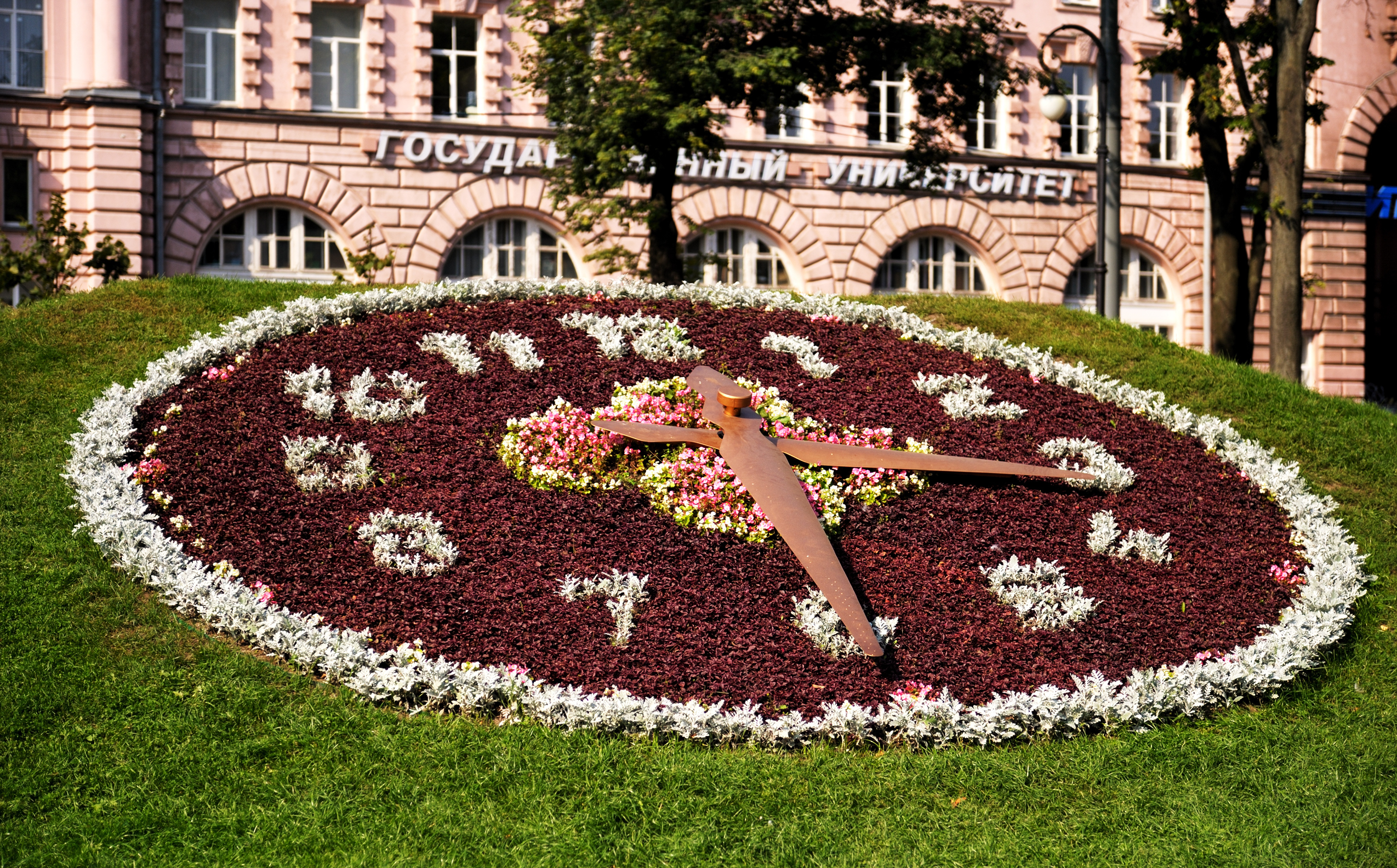
سن پترزبورگ ، روسیه
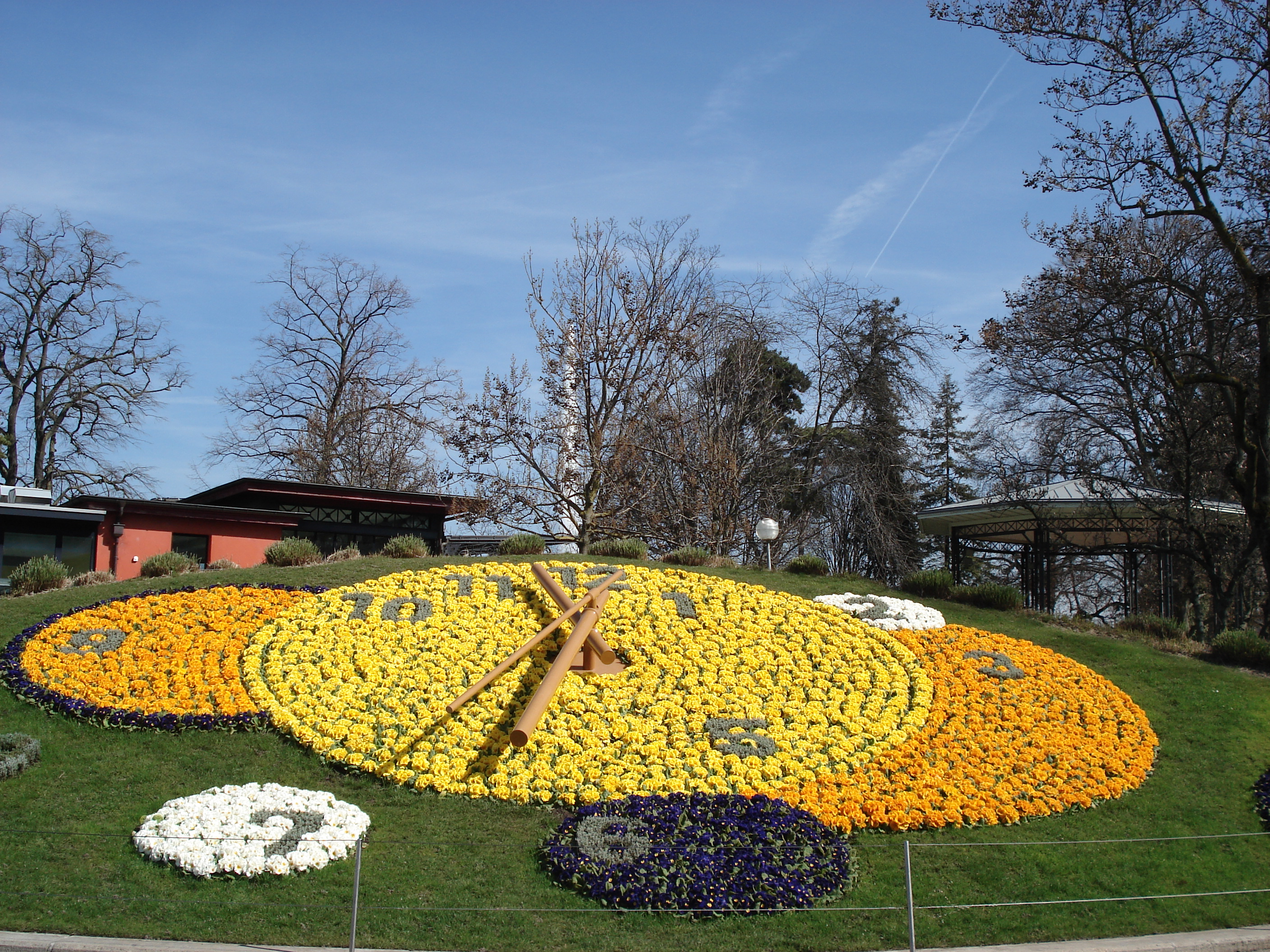
ژنو ، سوئیس
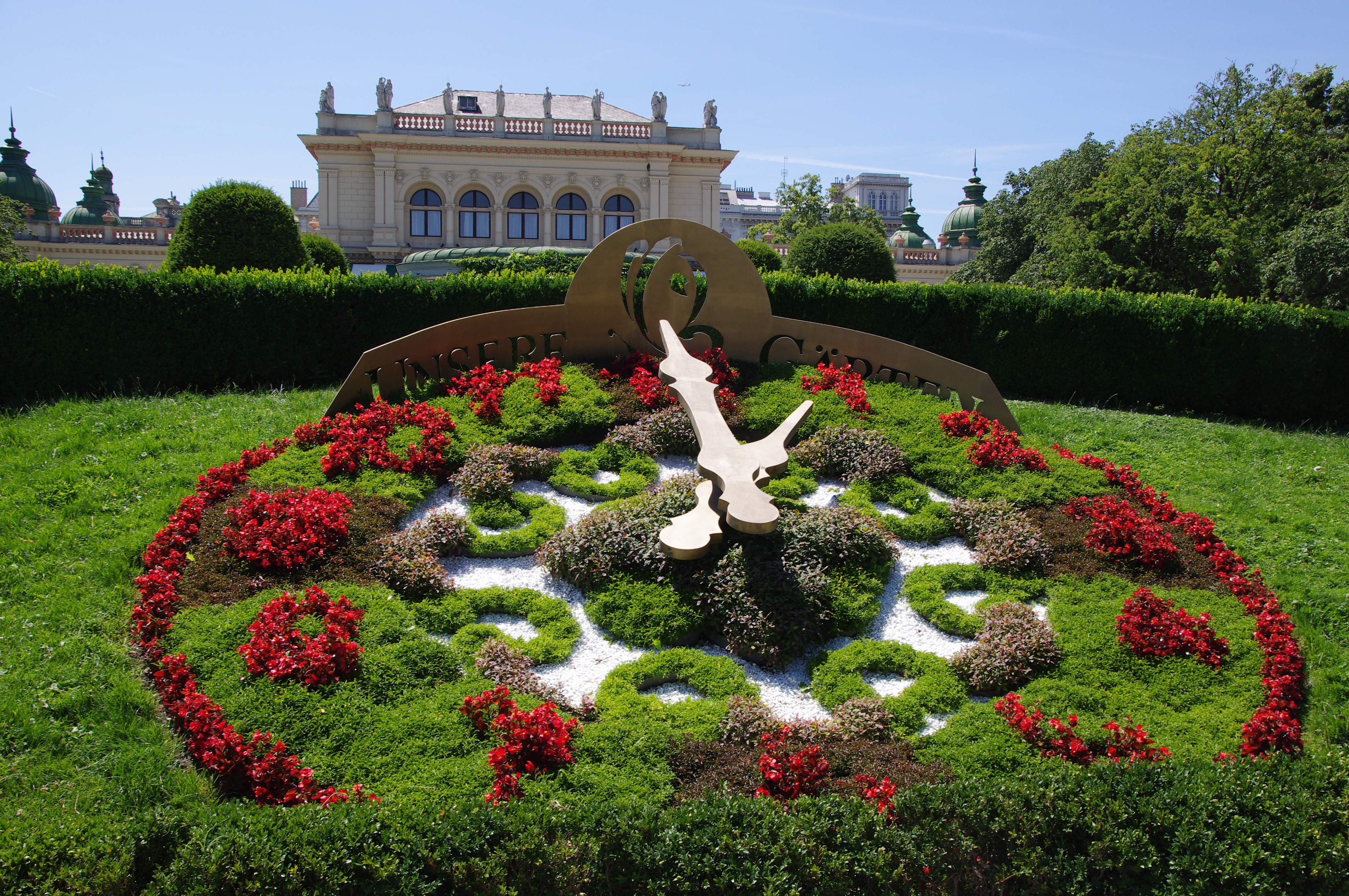
وین ، اتریش
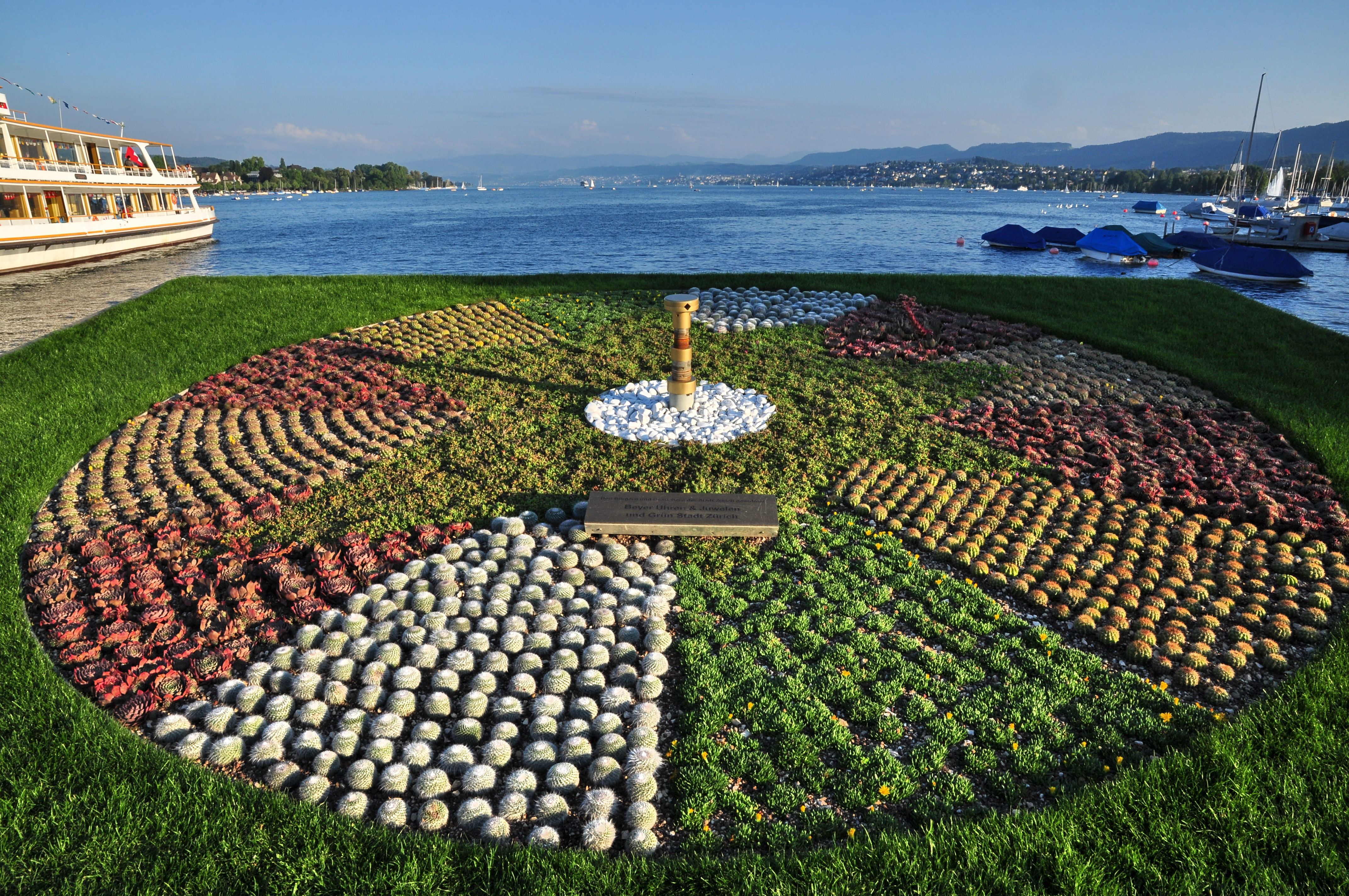
زوریخ ، سوئیس
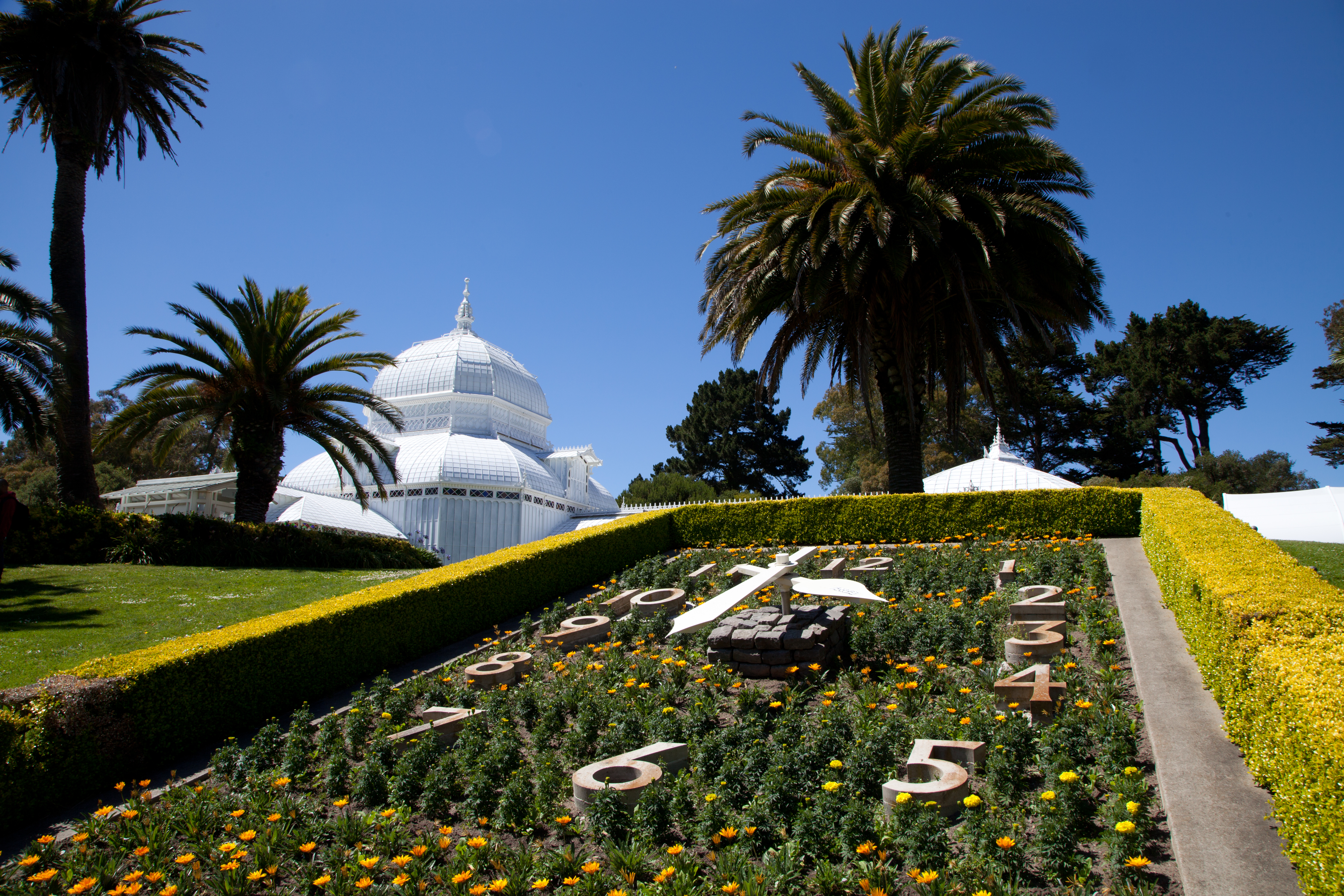
سانفرانسیسکو ، ایالات متحده
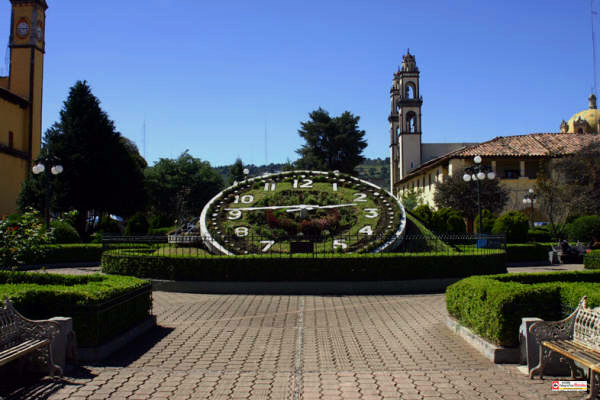
زکاتلان ، مکزیک
تهران ، ایرانتهران ، ایران
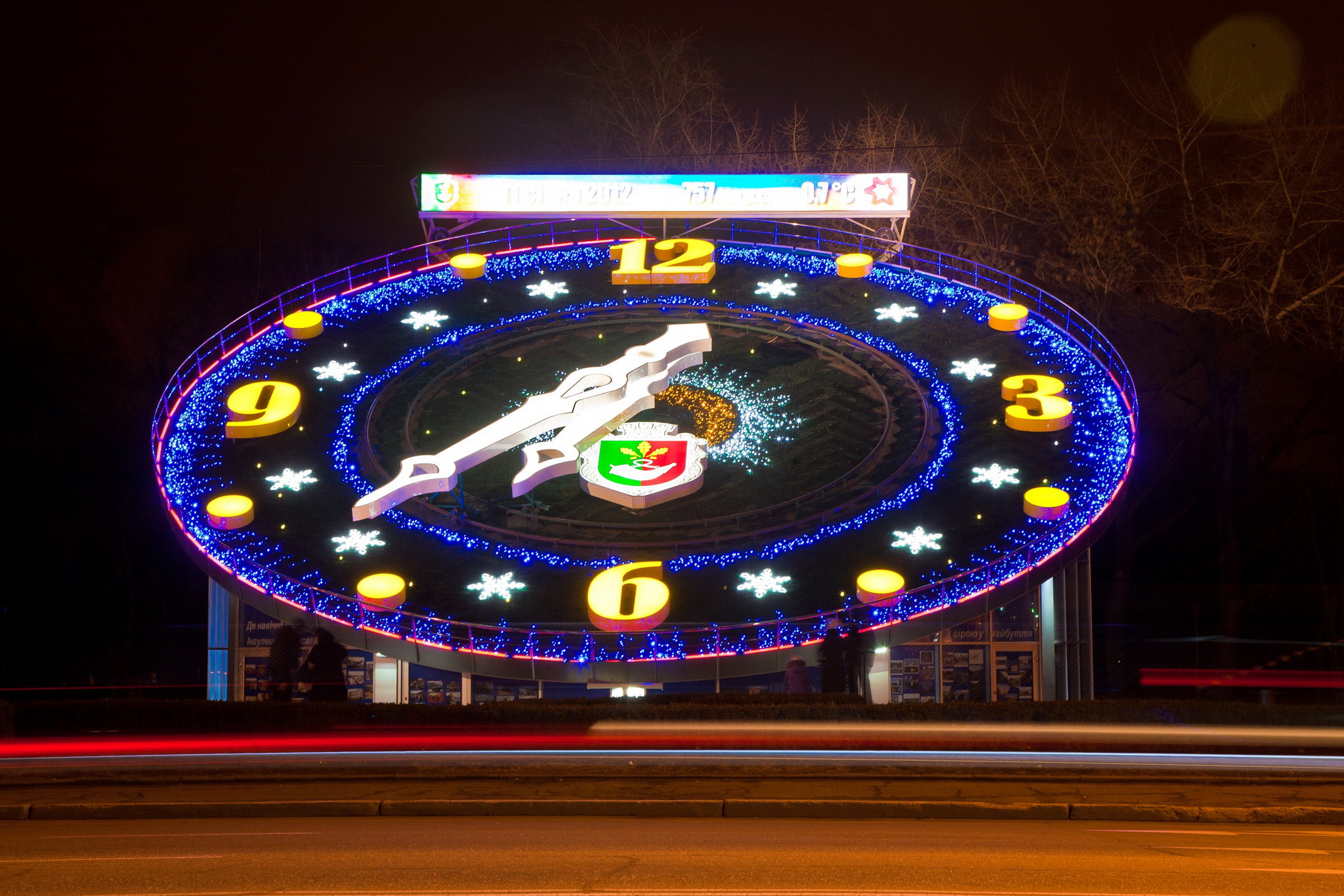
بزرگترین ساعت گل اروپا ، Kryvyy Rih , اوکراین
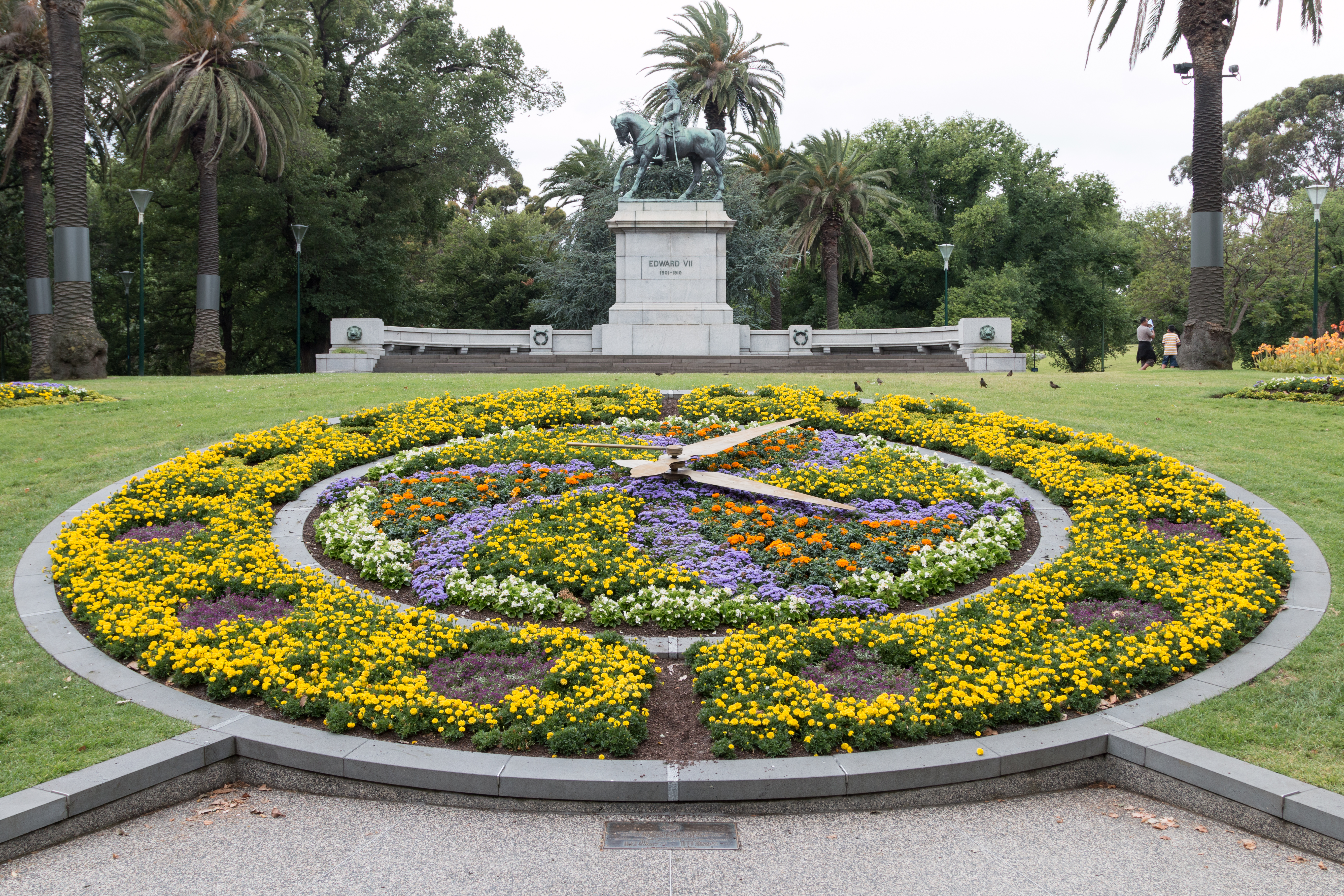
ملبورن ، استرالیا
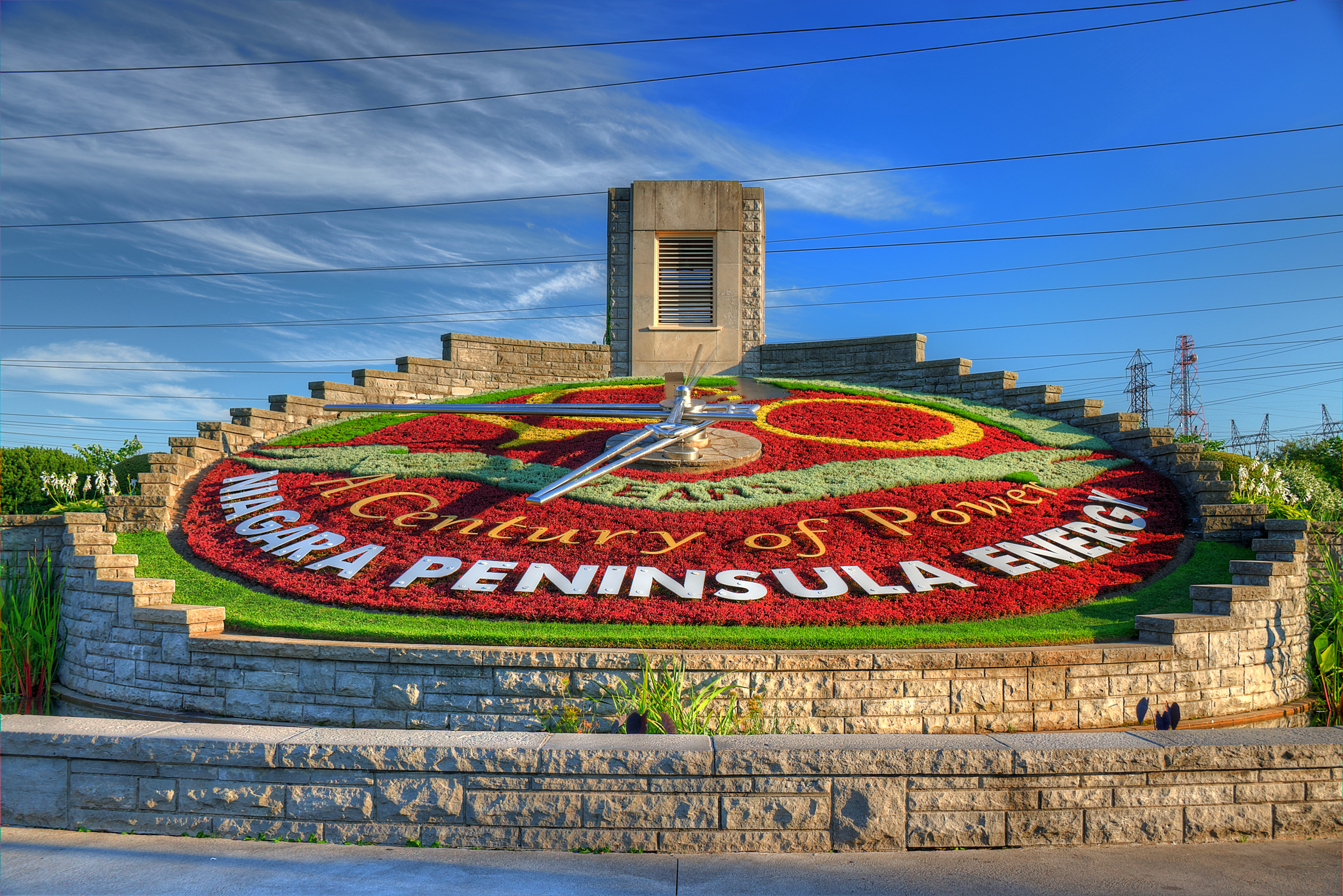
ساعت گل‌های پارکی نیاگارا (۲۰۱۵)
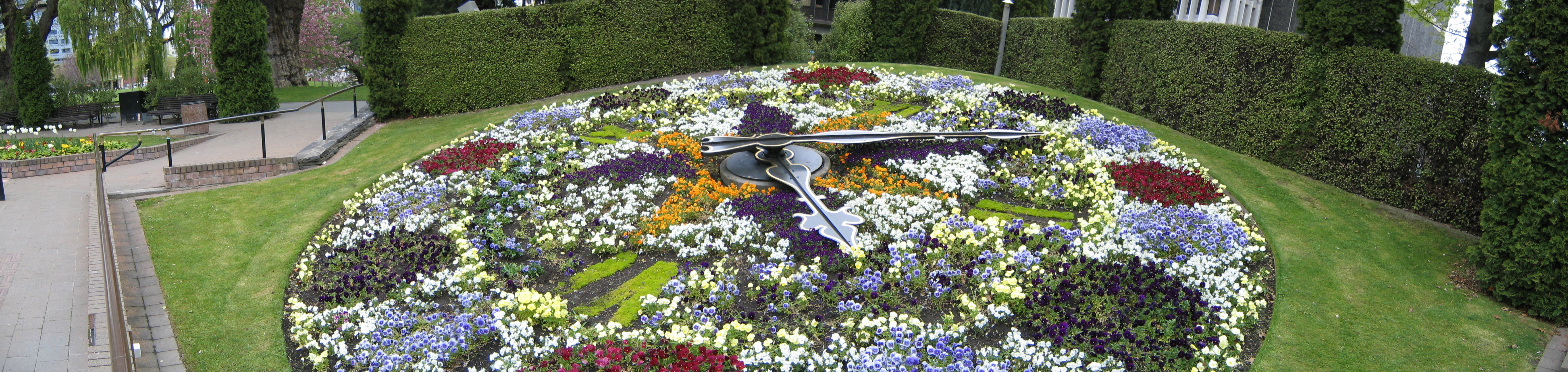
کریستچرچ ، نیوزیلند
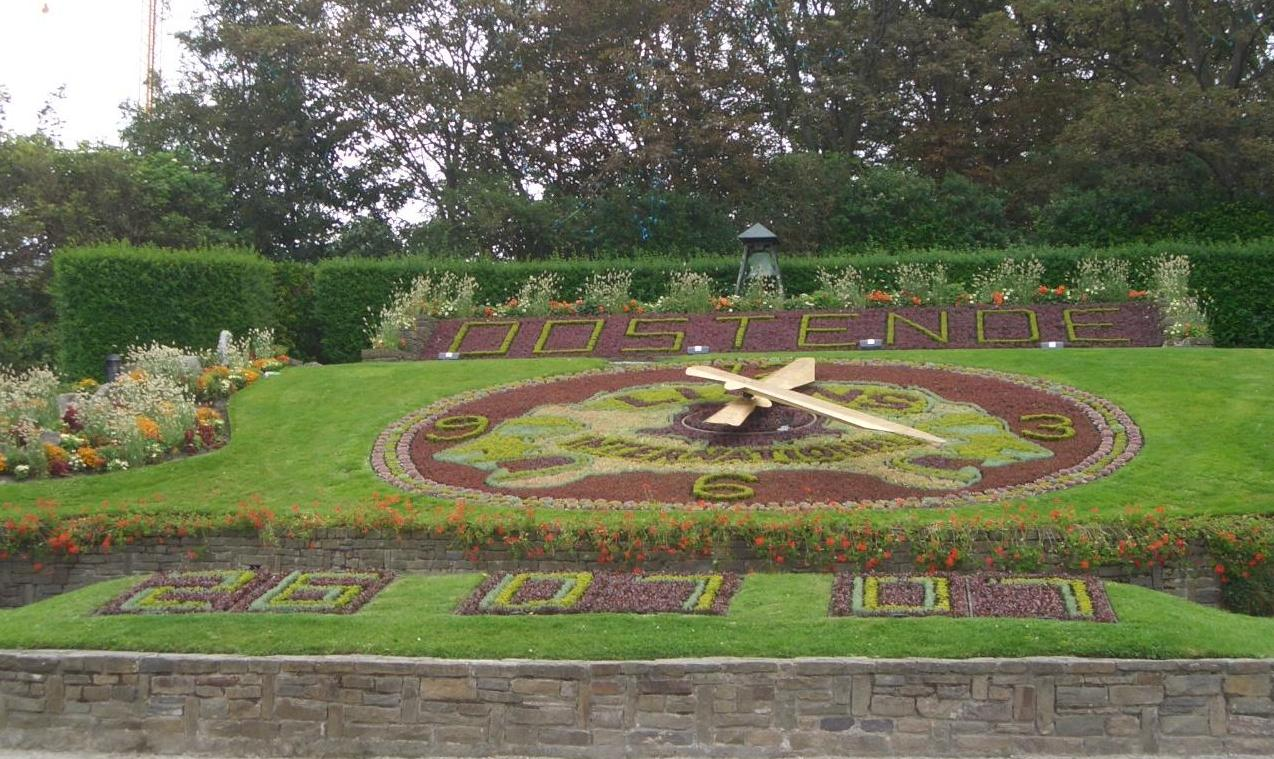
اوستند ، بلژیک
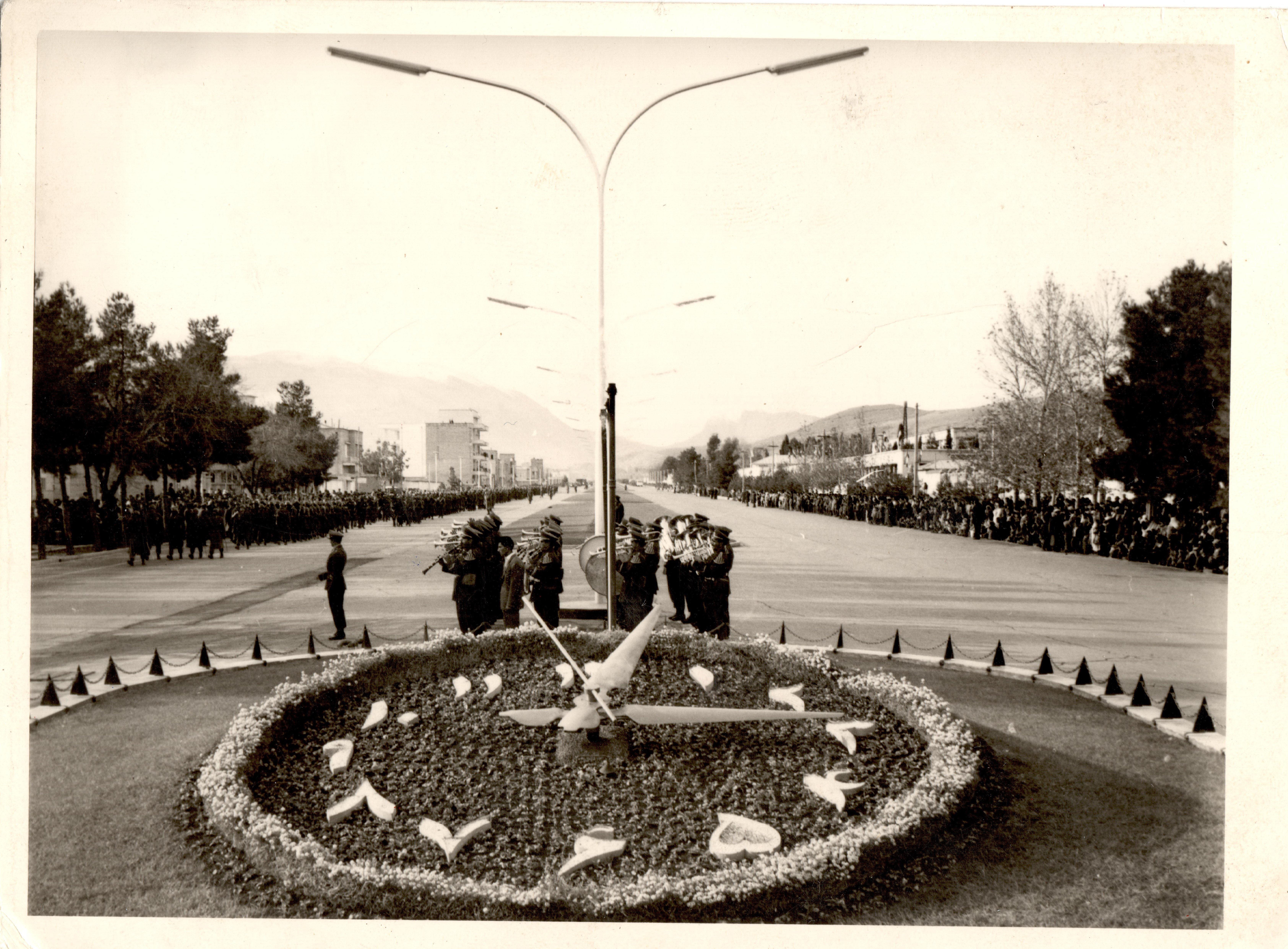
شیراز-۱۳۴۰
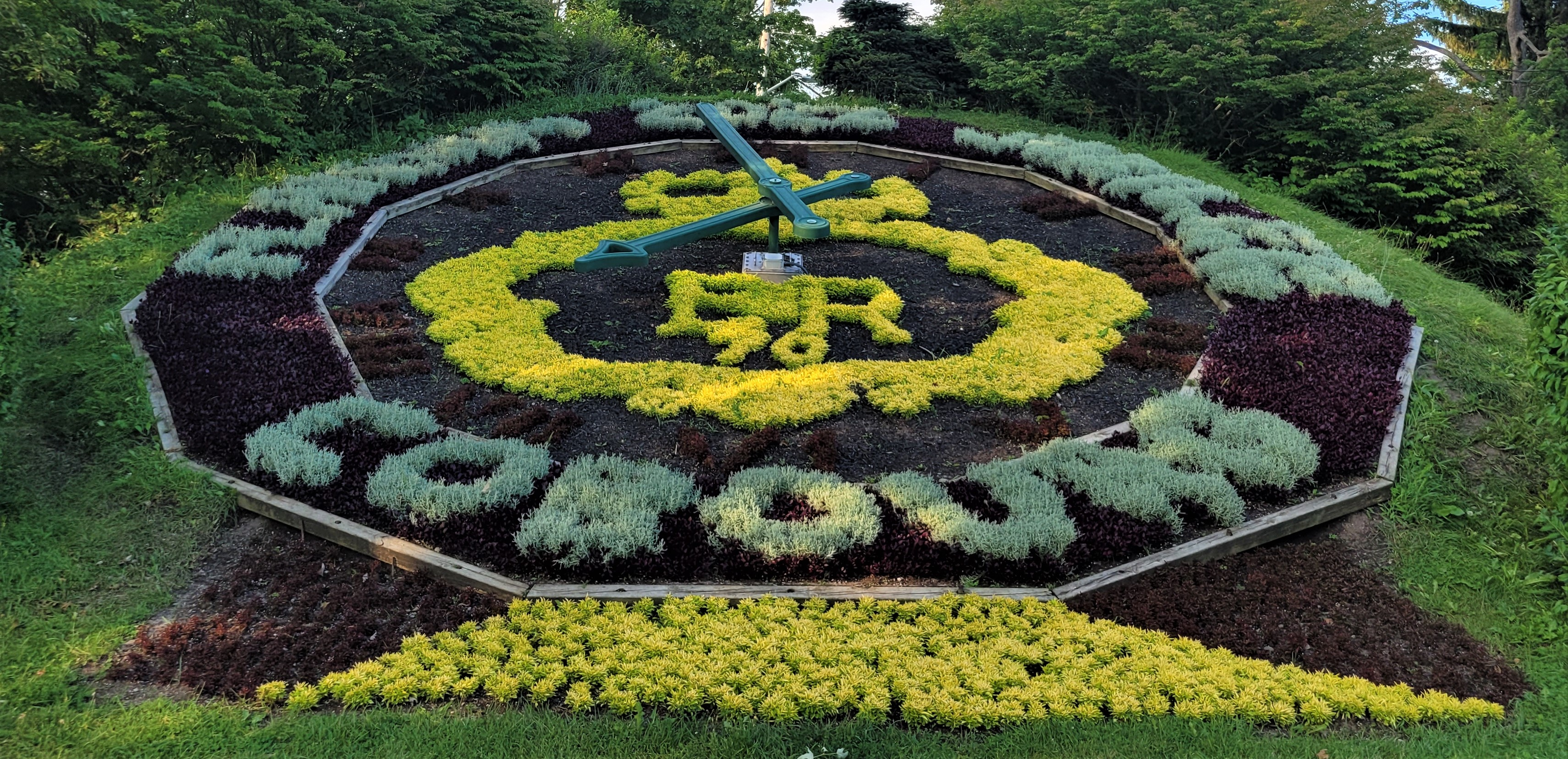
کبورگ ، کانادا
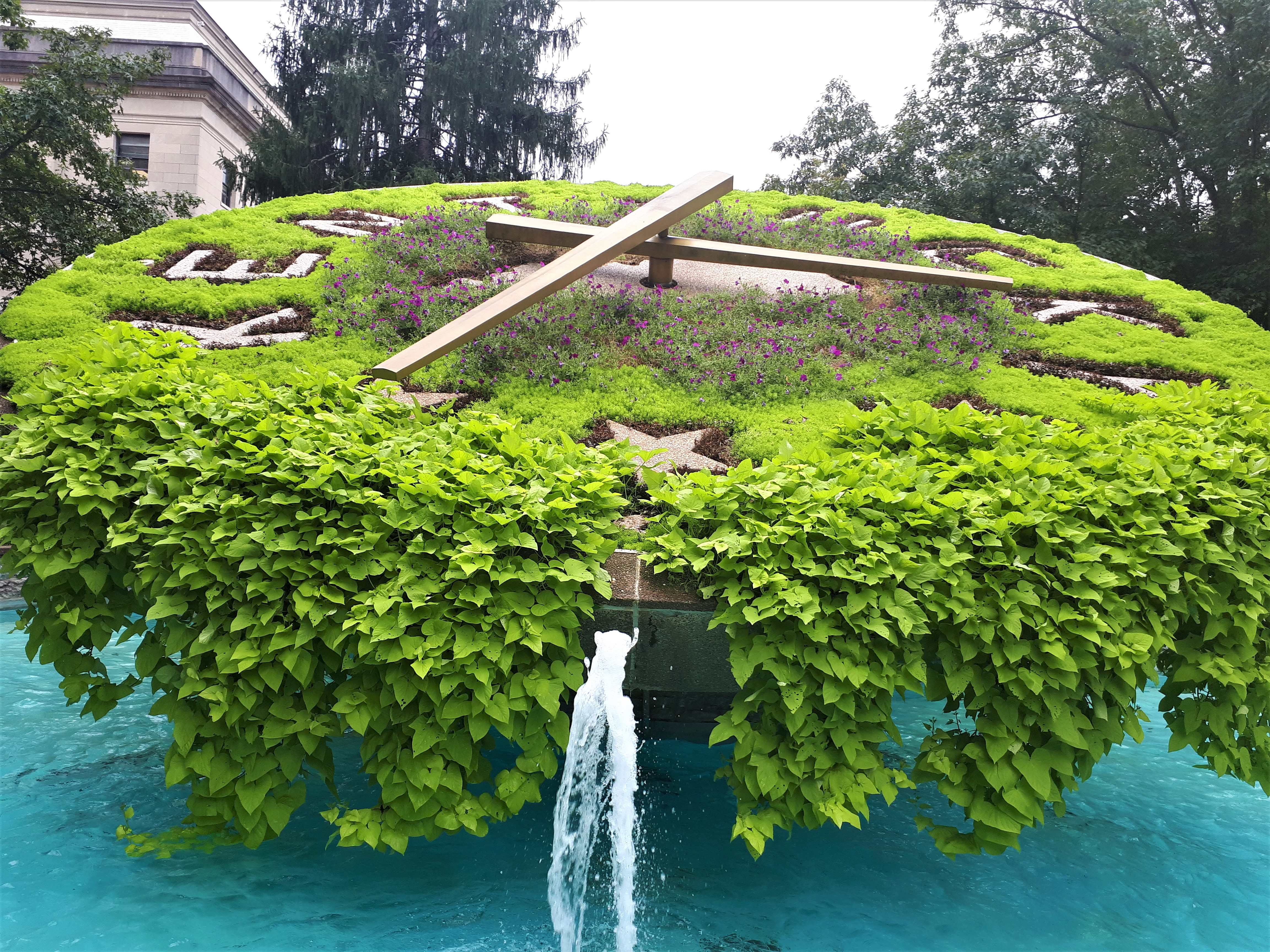
فرانکفورت، کنتاکی ، ایالات متحده آمریکا